# Hokuriku
Hokuriku (Japans: 北陸地方, Hokuriku chihō; letterlijk noordland) is een deelregio van de regio Chubu. De regio is gelegen langs de Japanse Zee.
In Hokuriku liggen van noord naar zuid de volgende prefecturen:
1. Niigata
2. Toyama
3. Ishikawa
4. Fukui